# Leszek Wodzyński
Pour les articles homonymes, voir Wodzyński.
Leszek Wodzyński (né le 16 février 1946 à Varsovie et mort le 18 septembre 1999 à Varsovie également) est un athlète polonais spécialiste du 110 mètres haies.
En 1974, il remporte la médaille de bronze du 110 m haies lors des Championnats d'Europe de Rome où il est devancé par le Français Guy Drut et son frère cadet Mirosław Wodzyński. Il obtient le meilleur résultat de sa carrière dès l'année suivante à Katowice en devenant champion d'Europe en salle du 60 mètres haies en 7 s 69, devant l'Est-allemand Frank Siebeck. 
Son record personnel sur 110 m haies, établi en 1974, est de 13 s 3 (temps manuel).

## Palmarès
| Année | Compétition                    | Lieu      | Place | Épreuve     |
| ----- | ------------------------------ | --------- | ----- | ----------- |
| 1971  | Championnats d'Europe          | Helsinki  | 5e    | 110 m haies |
| 1972  | Jeux olympiques                | Munich    | 6e    | 110 m haies |
| 1973  | Championnats d'Europe en salle | Rotterdam | 5e    | 60 m haies  |
| 1974  | Championnats d'Europe en salle | Göteborg  | 4e    | 60 m haies  |
| 1974  | Championnats d'Europe          | Rome      | 3e    | 110 m haies |
| 1975  | Championnats d'Europe en salle | Katowice  | 1er   | 60 m haies  |